# Arctia straminea
Arctia straminea là một loài bướm đêm thuộc phân họ Arctiinae, họ Erebidae.